# DxDiag
DxDiag ("DirectX Diagnostic Tool - Công cụ chẩn đoán DirectX") là một công cụ chẩn đoán được sử dụng để kiểm tra chức năng DirectX và khắc phục sự cố phần cứng liên quan đến video hoặc âm thanh. DirectX Chẩn đoán có thể lưu tệp văn bản với kết quả quét. Các tệp này thường được đăng trên các diễn đàn công nghệ hoặc được đính kèm để gửi email hỗ trợ nhằm cung cấp cho nhân viên hỗ trợ ý tưởng tốt hơn về PC mà người yêu cầu đang sử dụng trong trường hợp lỗi là do lỗi phần cứng hoặc không tương thích.
File DxDiag nằm trong %SystemRoot%\System32. Bắt đầu từ Windows Vista, DxDiag chỉ hiển thị thông tin; không thể kiểm tra phần cứng và các thành phần DirectX khác nhau.

## Chức năng
Tab System hiển thị phiên bản DirectX hiện tại, tên máy chủ của máy tính, phiên bản của hệ điều hành, thông tin về BIOS hệ thống và các dữ liệu khác. Tab DirectX Files hiển thị thông tin về các phiên bản của các tệp hệ thống DirectX cụ thể, là tệp thực thi di động hoặc thư viện liên kết động (DLL).
DxDiag hiển thị thông tin về cài đặt hiển thị hiện tại và phần cứng video trên tab Hiển thị. Nếu máy tính có nhiều màn hình thì DxDiag sẽ hiển thị một tab riêng cho mỗi màn hình. Tab này có thể vô hiệu hóa DirectDraw, Direct3D và/hoặc AGP cho mục đích khắc phục sự cố. Nếu trình điều khiển màn hình đã cài đặt đã vượt qua kiểm tra của Phòng thí nghiệm chất lượng phần cứng của Windows, DxDiag sẽ hiển thị kết quả này ở bên phải của cửa sổ.
Tab Music hiển thị thông tin về cài đặt MIDI của máy tính và liệt kê phần mềm và phần cứng liên quan đến âm nhạc khác nhau trên máy tính của bạn. Tab Nhập, hiển thị thông tin về các thiết bị đầu vào được cài đặt trong máy tính như bàn phím và chuột. Nó cũng sẽ cố gắng phát hiện vấn đề với các thiết bị này. DxDiag cũng hiển thị thông tin về Nhà cung cấp dịch vụ DirectPlay đã cài đặt.
Có thể tạo các phòng trò chuyện với DxDiag có thể được truy cập bởi các máy tính khác, miễn là bất kỳ ai tham gia đều biết địa chỉ IP của máy tính chủ.
Trong phiên bản Windows XP Professional x64, phiên bản Windows Vista x64 và phiên bản Windows 7 x64, hai phiên bản DxDiag được bao gồm, phiên bản 64 bit gốc và phiên bản 32 bit. Đây là một công cụ chẩn đoán của Microsoft.